# Georges Vereeken
Georges Vereeken (Gent, 1896 - Brussel, 1978) was een Belgische trotskistisch politicus voor onder meer de KPB.

## Levensloop
In 1922 werd Vereeken lid van de KPB, waar hij in 1925 verkozen werd tot lid van het Centraal Comité. In 1928 werd hij, samen met andere trotskisten (waaronder War van Overstraeten, Léon Lesoil en Adhemar Hennaut) uit de partij gezet, waarna ze de Kommunistische Oppositie (KO) oprichten. Nadat verschillende leden van de KO - vanuit de idee van het entrisme - lid werden van de Belgische Werklieden Partij (BWP), richtte hij in 1935 Spartacus op. In 1935 werden de entristen uit de BWP gezet, en verzoende hij zich met de groep rond Lesoil. Kort richtten ze de Revolutionair Socialistische Partij (RSP) op, die op haar hoogtepunt zo'n 800 leden had. Na het congres van 16 en 17 juli 1938 verliet hij de RSP, omdat hij tijdens de Spaanse Burgeroorlog een andere visie had op de relatie met de Spaanse communistische Partido Obrero de Unificación Marxista. 
Hij startte hierop de groep Contre le Courant, later gewijzigd in Groupe Communiste Trotskyste (1938-1945), die weigerde deel te nemen aan de oprichting van de Vierde Internationale. Hij botste hierin meermaals met Leon Trotski en weigerde daarenboven onvoorwaardelijke steun aan de Sovjet-Unie indien een wereldconflict zou uitbreken. Op 1 september 1939 werd Vereeken tijdelijk gearresteerd door de Belgische regering, naar eigen zeggen omdat Walter Dauge had verraden dat hij de auteur was van een anoniem pamflet.
Tijdens de Tweede Wereldoorlog was Vereeken lid van het verzet en gaven hij en zijn medestanders het blad Contre Le Courant uit. Tijdens de oorlog stond hij onder meer in contact met de Nederlandse communisten Henk Sneevliet en Ab Menist, en de Franse trotskist Henri Molinier. Op 12 juli 1944 werd Vereeken gearresteerd door de Gestapo en gedeporteerd. Na de bevrijding van de Nazi-Duitse bezetting kwam er een verzoening met andere trotskisten van de RSP. Een nieuwe poging van de trotskisten tot entrisme binnen de BWP leidde tot de definitieve breuk, onder meer met Pierre Le Grève van wie hij tot dan een soort leermeester was. Vereeken botste tevens met de leden van de Vierde Internationale over de Chinese Culturele Revolutie.
In 1975 schreef Vereeken het boek Le Guépéou dans le mouvement trotskyste. Op zijn verzoek werd zijn persoonlijk archief bewaard aan de Houghton Library van de Harvard-universiteit omdat hij bewaard wilde blijven naast Leon Trotski. Een aantal originele documenten worden ook bewaard in het Internationaal Instituut voor Sociale Geschiedenis.
Vereeken was tijdens zijn leven taxichauffeur.